# Animate

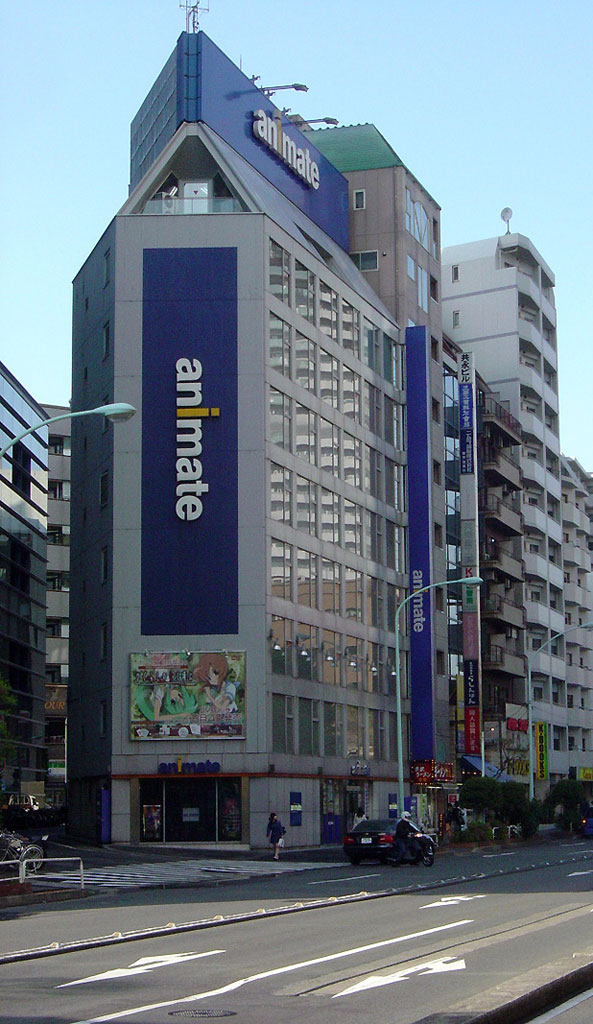
Loja principal da Animate, em Ikebukuro.

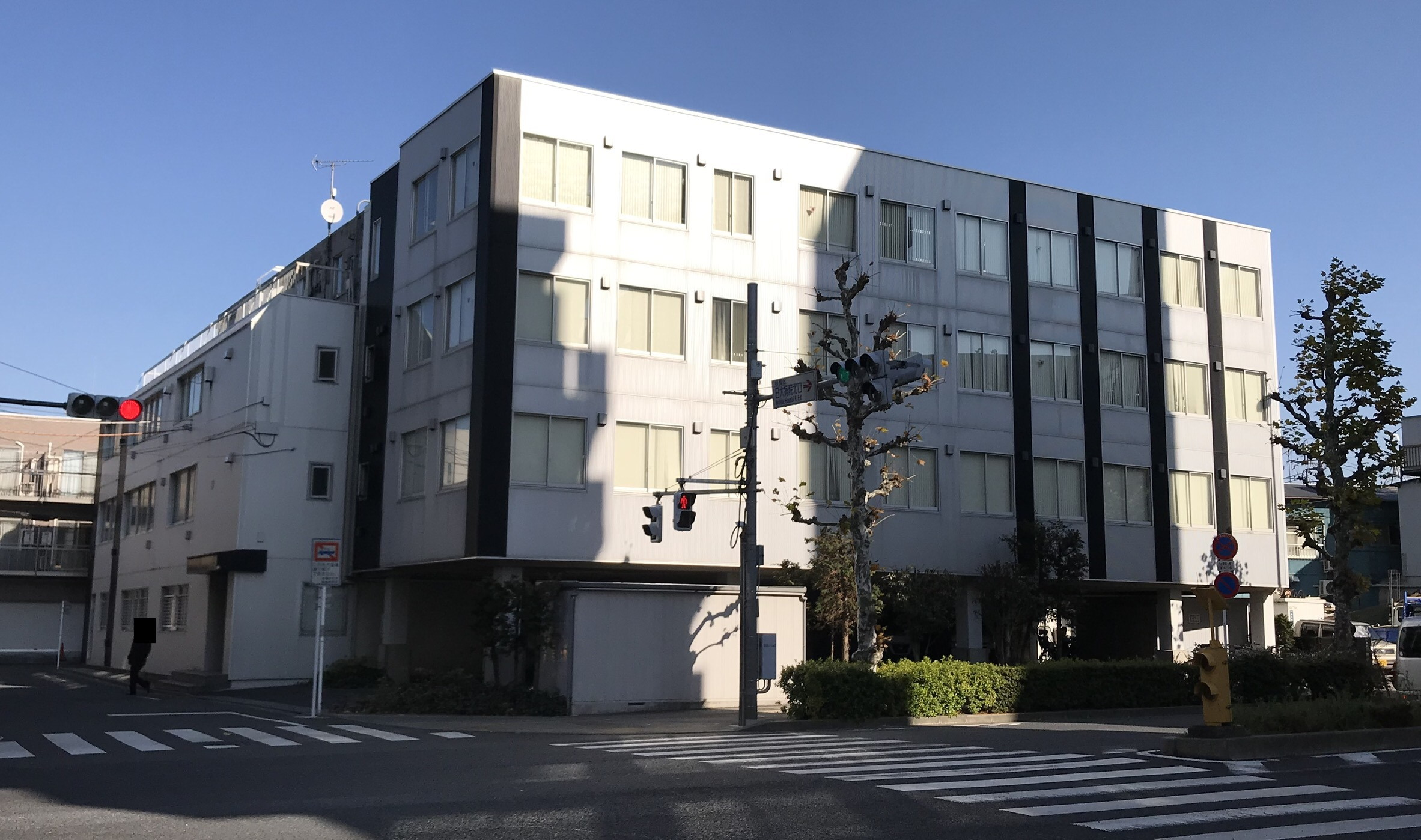
Sede da Animate

Animate Ltd. (株式会社アニメイト, Kabushiki gaisha Animeito) é uma loja de varejo da MOVIC e é a maior varejista de anime, jogos eletrônicos e mangá no Japão. A primeira loja e sede da Animate foi aberta em 1983 e está localizada em Ikebukuro, um distrito em Tóquio, Japão.

## Lojas de varejo
Atualmente, existem 117 lojas Animate no Japão, quatro na China continental (Pequim, Xangai, Nanjing e Chengdu), duas em Taiwan (Taipei e Taichung), uma em Hong Kong, uma em Bangcoc, Tailândia e uma em Seul, Coréia do Sul.

### Lojas online
O Animate atualmente possui duas lojas online: a Online Shop, que está ativa desde 2005, e a Anima International.

### Lojas antigas
- Estação Sakaihigashi, Osaka
- Los Angeles, Califórnia (fechada em 2003).

## Subsidiárias
- Animate Film (ア ニ メ イ ト フ ィ ル): Um estúdio de animação.
- Libre Publishing (Originalmente): Originalmente parte da Biblos Co., Ltd. (株式会社 ビ ブ ロ April) Após a falência da Biblos em 5 de abril de 2006, causada pela falência da cadeia iniciada por sua empresa-mãe Hekitensha (舎 舎),[4] animate, MOVIC, a Frontier Works Inc. financiou a empresa permitindo a Biblos Co., Ltd., para continuar a operação. Em 1 de maio de 2006, a empresa foi renomeada como Libre Publishing e se tornou uma subsidiária da animate Ltd.[5] No entanto, a empresa ainda estava registrada como estabelecida em 28 de dezembro de 2000.
- Animate Oversea Co., Ltd. (安利 美 特 股份有限公司): Uma joint venture da animate Ltd., Kadokawa Taiwan Corporation e Nongxueshe (mais tarde United Distribution Co.). A empresa atua como operadora de filiais da Animate em Taiwan e Hong Kong. Em 2000, a primeira loja no exterior foi estabelecida em Ximending, Taibei.[6]
- animate Shanghai Co., LTD. (魅 特 （上海） 商贸): Fundada em maio de 2011.

- - animate Chinese online shopping platform? (animate 平台 線上 購物 平台): Uma loja online da Tmall operada pela animate Shanghai Co., LTD., criada em 06-01-2012.

- Animate North AMERICA, Ltd.: Uma subsidiária da América do Norte.
- acos co., ltd. (株式会社 ア コ ス): Uma subsidiária especializada em figurinos.

- - ACOS animate kan (ACOS): uma cadeia de lojas de fantasias por acos co., Ltd.
  - Loja on-line ACOS (ACOS): Uma loja on-line para acos co., Ltd.

- Japão Manga Alliance CO., LTD. (株式会社 ジ ャ パ マ ン ス): É uma joint venture da animate Ltd., Kadokawa Corporation, Kodansha, Shueisha, Shogakukan, estabelecida em 1 de setembro de 2015. A empresa seria incorporada em Bangcoc, Tailândia no outono de 2015.[7] A empresa atua como operadora de filiais da Animate em Bangkok.

- - animate JMA Co., Ltd: Fundada em 28 de setembro de 2015 como uma subsidiária 100% da Japan Manga Alliance. A primeira loja de animações da empresa foi aberta em 6 de fevereiro de 2016 no Mahboonkruong Center em Bangcoc como loja da animate em Bangcoc (ア ニ メ イ ト バ ン コ).[8][9]

- Animate-GyaO Corporation (株式会社 ア ニ メ イ ギ ャ オ)/Livraria da animate (ア ニ メ イ ト ブ ッ ク): Uma livraria eletrônica.
- USA Animate Online Shop: Uma loja online para o mercado americano do Animate North AMERICA, Ltd., criada em janeiro de 2013.[10] A loja online foi fechada em 29 de fevereiro de 2016 e reaberta em 14 de julho de 2018.

### Empresas do grupo
- Movic Co. Ltd. (株式会社 ム ー ビ ッ)
- Serviço de Promoção Movic ( Clique para ampliar )
- Marine ENTERTAINMENT Inc. (株式会社 マ リ ・ ・ エ ン タ テ ン ン ン)
- coade (株式会社 コ ア デ): O nome da empresa foi derivado de seu próprio slogan 'Code Anime Design'.
- Frontier Works Inc. (株式会社 フ ロ ン テ ア ア ー ク)
- ANIBRO Ltd. (株式会社 On ニ ブ ロ): Em 23 de janeiro de 2008, a empresa rival da Animate, Broccoli, anunciou que colaborou com a Animate e criou uma nova empresa "AniBro", sendo que a Animate detém 70% da empresa, enquanto Broccoli detém 30%. O presidente da empresa será o CEO da Animate, embora continue a administrar a Animate junto com a AniBro. A AniBro planeja expandir usando a marca AniBro para muitos lugares no Japão.[11]
- SHOSEN (株式会社 書 泉): tornou-se parte da animate Ltd. em 29 de junho de 2011.[12]

### Ex-subsidiárias
- Wanwan plus (ワ ン ワ ン プ ラ): Fundada em 2004, e mais tarde foi fechada.
- Chikyuu ya (ち き ゅ ー や): operado pela animate desde 2008 e foi fechado mais tarde em 22 de dezembro de 2014.
- coade (デ コ ア デ) Sucursal de Rakuten: fundada em 1 de dezembro de 2010 e mais tarde foi fechada em 2013.

## Marketing
Meito Anisawa (兄沢 命斗, Anisawa Meito) é o personagem mascote do Animate, carinhosamente conhecido como o Anime Tenchō (アニメ店長). Ele é retratado como um personagem de anime selvagem, com cabelos espetados e músculos ondulados, vestido com o uniforme do Animate, tomando medidas extremas para promover os produtos do Animate. Uma animação em vídeo original baseada no personagem foi produzida por GAINAX e lançada em 2002. Outro OVA foi lançado em 2010. Um projeto de animação que cruza o Anime Tencho com o Projeto Touhou foi produzido por ufotable e foi ao ar em 20 de novembro de 2010 no Animate Ichioshi Bishojo Anime Matsuri para comemorar o 10.º aniversário do personagem mascote do Animate. Meito também fez várias aparições em outras mídias, como a série de anime Lucky Star e videogames como Disgaea 4 e Touch My Katamari. Meito é dublado por Tomokazu Seki em suas aparições no anime, e é dublado por Lex Lang na dublagem em inglês de Lucky Star. 